# McDonald's Burnie Men's International 2004
Il McDonald's Burnie Men's International 2004 è stato un torneo di tennis facente parte della categoria ATP Challenger Series nell'ambito dell'ATP Challenger Series 2004. Il torneo si è giocato a Burnie in Australia dal 22 al 28 marzo 2004 su campi in cemento.

## Vincitori

### Singolare
Lu Yen-hsun ha battuto in finale  Robert Lindstedt con il punteggio di 6–3, 6–0

### Doppio
Rik De Voest /  Lu Yen-hsun hanno battuto in finale  Leonardo Azzaro /  Oliver Marach con il punteggio di 6–3, 1–6, 7–5